# Pneumònia lipoidal
La pneumònia lipoidal és una forma específica d'inflamació dels pulmons (pneumònia) que es produeix quan entren lípids a l'arbre bronquial.

## Causes
Les fonts d'aquests lípids poden ser exògenes o endògenes.
Exògenes: de fora del cos. Per exemple, la inhalació de gotes del nas a base d'oli, o la inhalació accidental d'oli cosmètic.
Endògenes: de dins del cos, per exemple quan una via respiratòria està obstruïda, sovint és el cas que distalment a l'obstrucció, macròfags carregats de lípids (macròfags escumosos) i cèl·lules gegants omplen el lumen de l'espai aeri desconnectat.

## Aspecte
L'aspecte general d'una pneumònia lipoidal Arxivat 2006-09-25 a Wayback Machine. és la presència d'una àrea poc definida d'un color groc pàl·lid al pulmó. Aquest aspecte groc explica el terme col·loquial de "pneumònia daurada".
A escala microscòpica s'observen macròfags escumosos i cèl·lules gegants a les vies respiratòries, i la resposta inflamatòria és visible al mesènquima.

## Tractament
El tractament inclou antibiòtics, corticoesteroides i possiblement immunoglobulines intravenoses.